# 大塚一佐
大塚 一佐（おおつか いっさ、2004年9月3日 - ）は、栃木県日光市出身のプロアイスホッケー選手。ポジションはゴールテンダー。アジアリーグアイスホッケーのH.C.栃木日光アイスバックスに所属。

## 経歴
ブラジルで出生後、栃木県日光市で育つ。地元の日光東中学校を卒業後は北海道釧路市の武修館高等学校に進学。高校時代から飛び級で日本代表としてU-20の大会に参加した。
2023年6月13日にアジアリーグアイスホッケーのH.C.栃木日光アイスバックスに入団した。
2023-2024シーズンはシーズン中の12月に横浜市で開催された第91回全日本アイスホッケー選手権大会にアイスバックスの選手として参加。アイスバックスは優勝を果たし、大塚自身は初めて全日本アイスホッケー選手権大会での優勝を経験した。オフの2024年5月23日にアイスバックスと契約を更新した。
2024年-25年シーズンはシーズン開幕前の2024年7月1日に苫小牧市のnepiaアイスアリーナでのアイスホッケー男子日本代表の代表選考合宿に招集された

## 人物
趣味は映画鑑賞。好きなアーティストは高橋優。

## 詳細情報

### 背番号
- 90（2023年 - ）

### 代表歴
- U-18 日本代表 2回
- U-20 日本代表 2回